# Grupo de la carnotita

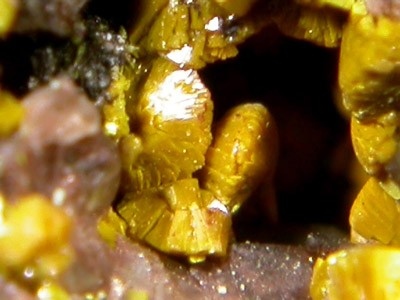
Carnotita, el mineral más común de este grupo.

Grupo de la carnotita es una serie de minerales de uranio asociados entre sí química y estructuralmente, cuyo miembro más común y conocido es la carnotita.

## Propiedades químicas

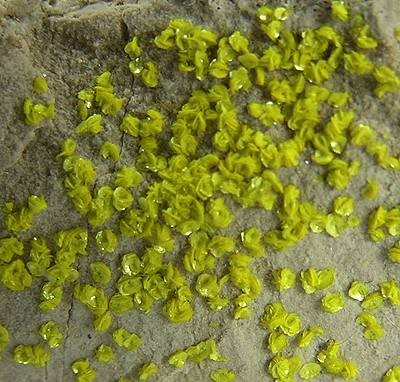
Tyuyamunita, otro de los minerales más comunes de este grupo.

Los minerales de este grupo son vanadatos hidratados de uranilo y un metal, generalmente alcalino u alcalinotérreo. Su fórmula general es A(UO2)2(VO4)2·nH20, donde n = 3 o 6 (con algunas excepciones) y "A" es un metal. Existe una amplia sustitución de iones metálicos, especialmente entre metales alcalinos-alcalinoterreos y viceversa. 
A diferencia de los fosfatos y arseniatos hidratados de uranilo, estos compuestos tienden a ser más estables. Gran parte del agua de sus moléculas es zeolítica, es decir, al perderla parcialmente no se produce la destrucción de la molécula, a diferencia de los minerales de grupo de la autunita, por ejemplo. No poseen productos de deshidratación a excepción de la tyuyamunita (que pasa a metatyuyamunita). La mayoría reacciona al ácido clorhídrico produciendo un anillo castaño (prueba de vanadato).

## Propiedades físicas
Los minerales de este grupo cristalizan en los sistemas ortorrómbico y monoclínico. Como la gran mayoría de los minerales con ion uranilo, son de colores que van desde amarillo a verde amarillento, y verde cuando contienen cobre. No presentan fluorescencia o esta es muy débil, al igual que la mayoría de los silicatos de uranilo, lo que los diferencia notablemente de otros compuestos de uranio. Ópticamente son biaxiales (-).

## Ocurrencia
Estos minerales son secundarios, que se originan en la zona de oxidación de los yacimientos de uranio-vanadio o uranio-polimetálicos. La carnotita y la tyuyamunita son de los minerales secundarios de uranio más comunes y abundantes, siendo de amplia distribución.

## Minerales del grupo
| Nombre      | Fórmula               | Cristalización |
| ----------- | --------------------- | -------------- |
| Carnotita   | K2(UO2)2(VO4)2·3H20   | Monoclínico    |
| Tyuyamunita | Ca(UO2)2(VO4)2·5-8H20 | Ortorrómbico   |
| Vanuralita  | (VO4)2]·11H20         | Monoclínico    |
| Strelkinita | Na2(UO2)2(VO4)2·6H20  | Ortorrómbico   |
| Sengierite  | Cu(UO2)2(VO4)2·6H20   | Monoclínico    |